# Baie Apalachee
La baie Apalachee (Apalachee Bay en anglais) est une baie du golfe du Mexique formée par les côtes de Floride, aux États-Unis. Elle est située à la jonction entre la Panhandle de Floride à l'ouest et la péninsule de Floride à l'est.
Le fleuve Aucilla se jette dans le golfe au milieu de la baie Apalachee.